# Rodolphe Lemieux

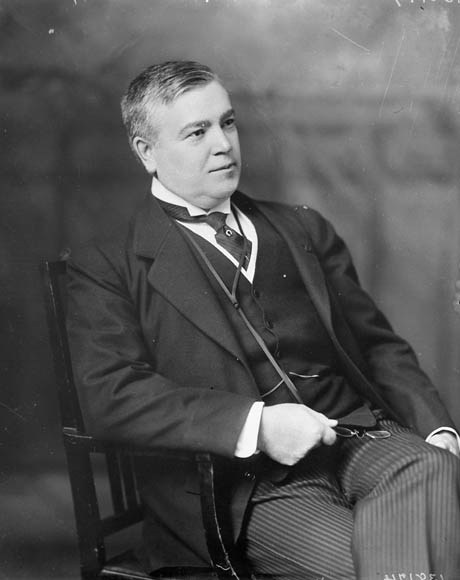
Rodolphe Lemieux

Rodolphe Lemieux PC KC (* 1. November 1866 in Montreal, Québec; † 28. September 1937 ebenda) war ein kanadischer Jurist und Politiker der Liberalen Partei Kanadas, der als Abgeordneter des Unterhauses und Senator mehr als 41 Jahre lang Mitglied des Parlaments, Minister im 8. kanadischen Kabinetts von Premierminister Wilfrid Laurier sowie zwischen 1922 und 1930 als Sprecher des Unterhauses Präsident der zweiten Kammer des Parlaments war. Er war damit der erste Sprecher, der bei drei aufeinander folgenden Legislaturperioden den Unterhausvorsitz innehatte.
Er kandidierte bei der Wahl vom 17. Dezember 1917 für die sogenannten Laurier-Liberalen sowohl im Wahlkreis Gaspé als auch im Wahlkreis Maisonneuve. Er wurde in beiden Wahlkreisen gewählt und vertrat auch beide Wahlkreise, was nach dem damaligen Wahlrecht möglich war, als Abgeordneter im Unterhaus.

## Leben

### Rechtsanwalt und Unterhausabgeordneter
Lemieux absolvierte nach dem Schulbesuch ein Studium der Rechtswissenschaften an der Universität Ottawa sowie der Universität Laval und schloss dieses zunächst mit einem Bachelor of Civil Laws (B.C.L.) sowie später mit einem Doktor der Rechte (LL.D.) ab. Nach seiner anwaltlichen Zulassung war er als Rechtsanwalt, Journalist sowie Lecturer tätig.
Als Kandidat der Liberalen Partei wurde Lemieux bei der Unterhauswahl vom 23. Juni 1896 erstmals zum Mitglied des Unterhauses gewählt und vertrat dort zunächst den in Québec gelegenen Wahlkreis Gaspé.
Am 29. Januar 1904 wurde er von Premierminister Wilfrid Laurier zum Solicitor General ernannt und war damit bis zum 3. Juni 1906 Chefrechtsberater der kanadischen Regierung. In dieser Position gehörte er allerdings nicht dem Kabinett an.
Bei der Unterhauswahl am 3. November 1904 kandidierte er sowohl im Wahlkreis Gaspé als auch im Wahlkreis Nicolet, was nach damaligen Wahlrecht noch möglich war. Nachdem er in beiden Wahlkreisen gewählt worden war, entschied er sich dafür, wieder das Unterhausmandat für Gaspé anzunehmen.

### Bundesminister, Wiederwahlen ins Unterhaus und „Doppelmandat“ 1917
Bei einer Regierungsumbildung am 4. Juni 1906 wurde er zum Postminister ernannt und behielt dieses Amt bis zum 10. August 1911. Gleichzeitig fungierte er zwischen dem 4. Juni 1906 und dem 18. Mai 1909 als Arbeitsminister. Während seiner Parlamentszugehörigkeit war er zwischen dem 22. November 1906 und dem 27. April 1907 Vorsitzender eines Sonderausschusses für ein Gesetz zu wirtschaftlichen und kooperativen Gesellschaften befasste.
Nach einer weiteren Kabinettsumbildung übernahm er am 11. August 1911 die Ämter als Minister für Seefahrt und Fischerei sowie als Marineminister und bekleidete diese Ministerposten bis zum Ende von Lauriers Amtszeit am 6. Oktober 1911.
Nach mehreren Wiederwahlen im Wahlkreis Gaspé kandidierte er bei der Unterhauswahl am 21. September 1911 erneut in diesem Wahlkreis sowie in dem ebenfalls in Québec gelegenen Wahlkreis Rouville. Während er eine Wahlniederlage in Gaspé erlitt, wurde er nunmehr in Rouville gewählt.
Lemieux kandidierte bei der Wahl vom 17. Dezember 1917 für die sogenannten Laurier Liberalen sowohl im Wahlkreis Gaspé als auch im Wahlkreis Maisonneuve. Er wurde in beiden Wahlkreisen gewählt und vertrat sie auch beide, was ebenfalls nach dem damaligen Wahlrecht möglich war, als Abgeordneter im Unterhaus. Bei der Unterhauswahl am 6. Dezember 1921 wurde er für die Liberale Partei wiederum im Wahlkreis Gaspé gewählt und gehörte dem Unterhaus nunmehr bis zum 3. Juni 1930 an.

### Unterhaussprecher 1922 bis 1930 und Senator
Am 8. März 1922 wurde Lemieux als Nachfolger von Edgar Nelson Rhodes auf Vorschlag von Premierminister William Lyon Mackenzie King Sprecher des Unterhauses und damit Präsident der zweiten Kammer des kanadischen Parlaments. 
Zuvor hatte er auf einen Kabinettsposten verzichtet, da er den ebenfalls aus Québec stammenden Ernest Lapointe als Rivalen ansah. Allerdings lief seine erste Wahl zum Unterhaussprecher nicht reibungslos ab. Zwar hatte Oppositionsführer Arthur Meighen gewürdigt, dass Lemieux ein ausgezeichneter Kandidat mit mehr als einem Vierteljahrhundert Erfahrung im Unterhaus sei. Allerdings kritisierte er Kings Ankündigung zwei Monate zuvor stark, dass Lemieux zum Sprecher gewählt wird, als ob der Premierminister das Recht einer Ernennung vor einer Nominierung hätte. Andererseits bemängelte er, dass es kanadische Praxis sei, den stellvertretenden Sprecher als Nachfolger des bisherigen Sprechers zu nominieren, wobei die oppositionelle Konservative Partei Meighens dies nicht ausdrücklich gefordert hatte. Als Unterhaussprecher war er zwischen dem 28. Februar 1924 und dem 30. Mai 1930 Co-Vorsitzender des Gemeinsamen Ständigen Parlamentsausschusses für die Bücherei und das Restaurant des Parlaments.
Nach der Unterhauswahl 1925 und 1926 wurde Lemieux als Unterhaussprecher wiedergewählt. Allerdings protestierte der damalige Oppositionsführer Hugh Guthrie bei der Sprecherwahl 1926 formell gegen die Nominierung von Lemieux, weil diese der seit Beginn der Kanadischen Konföderation 1867 geübten Praxis widersprach, dass das Sprecheramt zwischen französisch- und englischsprachigen Politikern alternierte. Nach einer ausführlichen Debatte wurde Lemieux gleichwohl wiedergewählt und war damit der erste Sprecher, der bei drei aufeinander folgenden Legislaturperioden den Unterhausvorsitz innehatte.
1926 spielte er als Parlamentssprecher eine maßgebliche Rolle während der als King-Byng-Affäre bekannt gewordenen Verfassungskrise als Generalgouverneur Lord Byng of Vimy sich weigerte, dem Wunsch von Premierminister William Lyon Mackenzie King nachzukommen und das Parlament aufzulösen sowie eine Neuwahl auszurufen. 
Das Amt des Unterhaussprechers übte er bis zum 2. Juni 1930 aus und wurde dann von George Black abgelöst.
Nach seinem Ausscheiden aus dem Unterhaus wurde Lemieux auf Vorschlag von Premierminister William Lyon Mackenzie King schließlich am 3. Juni 1930 zum Mitglied des Senats ernannt und vertrat dort bis zu seinem Tod die in Québec liegende Senatsdivision Rougement. Bei seinem Tod gehörte er damit über 41 Jahre lang dem kanadischen Parlament als Mitglied an.
Lemieux war mit einer Tochter von Louis-Amable Jetté verheiratet, der zwischen 1872 und 1878 ebenfalls Unterhausabgeordneter war.

## Veröffentlichungen
- De la contrainte par corps, Dissertation, Montréal 1896
- Wilfrid Laurier, Montréal 1897
- Les origines du droit franco-canadien, Montréal 1900